# هوگو دورو
هوگو دورو (زاده ۱۰ نوامبر ۱۹۹۹) بازیکن فوتبال اهل اسپانیا است که در باشگاه فوتبال والنسیا بازی می‌کند.

## امار حرفه ای
| عملکرد    | عملکرد             | عملکرد          | لیگ       | لیگ       | جام      | جام      | قاره‌ای | قاره‌ای | دیگر | دیگر | مجموع | مجموع |
| فصل       | باشگاه             | لیگ             | بازی      | گل        | بازی     | گل       | بازی   | گل     | بازی | گل   | بازی  | گل    |
|           |                    |                 | لیگ کشوری | لیگ کشوری | جام حذفی | جام حذفی | اروپا  | اروپا  | دیگر | دیگر | مجموع | مجموع |
| --------- | ------------------ | --------------- | --------- | --------- | -------- | -------- | ------ | ------ | ---- | ---- | ----- | ----- |
| ۲۰۱۷–۲۰۱۸ | ختافه              | لالیگا          | ۴         | ۳         | ۱        | ۰        | ۰      | ۰      | ۰    | ۰    | ۵     | ۳     |
| ۲۰۱۸–۲۰۱۹ | ختافه              | لالیگا          | ۱۱        | ۰         | ۳        | ۰        | ۰      | ۰      | ۰    | ۰    | ۱۴    | ۰     |
| ۲۰۱۹–۲۰۲۰ | ختافه              | لالیگا          | ۱۲        | ۱         | ۱        | ۰        | ۲      | ۰      | ۰    | ۰    | ۱۵    | ۱     |
|           |                    |                 | ۲۷        | ۴         | ۵        | ۰        | ۲      | ۰      | ۰    | ۰    | ۳۴    | ۶     |
| ۲۰۱۹–۲۰۲۰ | ختافه بی           | سگوندا دیویسیون | ۲۳        | ۱۱        | ۰        | ۰        | ۰      | ۰      | ۰    | ۰    | ۰     | ۰     |
| ۲۰۲۰–۲۰۲۱ | رئال مادرید کاستیا | سگوندا دیویسیون | ۱۷        | ۹         | ۰        | ۰        | ۰      | ۰      | ۰    | ۰    | ۱۷    | ۹     |
| ۲۰۲۰–۲۰۲۱ | رئال مادرید        | لالیگا          | ۲         | ۰         | ۰        | ۰        | ۱      | ۰      | ۰    | ۰    | ۳     | ۰     |
| مجموع     | مجموع              | مجموع           | ۶۹        | ۲۴        | ۵        | ۰        | ۳      | ۰      | ۰    | ۰    | ۷۷    | ۲۴    |

### آمار پاس گل
| فصل       | تیم                | پاس گل |
| --------- | ------------------ | ------ |
| ۲۰۱۸–۲۰۱۹ | ختافه              | ۱      |
| ۲۰۱۹–۲۰۲۰ | ختافه              | ۳      |
| ۲۰۲۰–۲۰۲۱ | رئال مادرید کاستیا | ۰      |
| جمع       | جمع                | ۴      |